# Гимн Анголы
Вперёд, Ангола! (порт. Angola Avante!) — государственный гимн Анголы. Текст гимна написан Мануэлем Руи Алвесом Монтейро и положен на музыку Руи Альберто Виейра Диас Мингаса. Был принят в качестве государственного гимна в ноябре 1975 года, когда страна обрела независимость от Португалии. В тексте содержатся отсылки на несколько ключевых событий из истории Народного движения за освобождение Анголы, которое находилось у власти с момента обретения независимости и было единственной легальной партией в Анголе до 1992 года.

## История
"Angola Avante" был написан Руи Альберто Мингасом. Слова к песне были написаны Мануэлем Руи Алвесом Монтейро, автором, который учился в Уамбо и является членом Союза писателей страны и Союза художников и композиторов. Согласно опросу, проведенному в июле 2003 года, он является одним из самых продаваемых писателей в столице страны Луанде. Песня была официально признана государственным гимном страны в 1975 году, что закреплено статьёй 164 Конституции Анголы.

### Предлагаемые изменения
Тексты гимна относятся к нескольким ключевым событиям в истории МПЛА. Однако это стало неактуальным после падения однопартийного режима в 1992 году. В результате были предприняты попытки изменить национальный гимн и другие национальные символы. Однако ни один из них не был реализован.

## Контекст
Лирика "Angola Avante" говорит о том, как страна и ее народ будут двигаться вперед в будущем. Иван Хьюетт из Daily Telegraph назвал его одним из нескольких современных национальных гимнов, имеющих «воинственный тон», вдохновленный «Марсельезой».

## Текст
| Оригинал на португальском | Перевод на русский |
| --- | --- |
| I Ó Pátria, nunca mais esqueceremos Os heróis do quatro de Fevereiro. Ó Pátria, nós saudamos os teus filhos Tombados pela nossa Independência. 𝄆 Honramos o passado e a nossa História, Construindo no Trabalho o Homem novo. Coro: Angola, avante! Revolução, pelo Poder Popular! Pátria Unida, Liberdade, Um só povo, uma só Nação! II Levantemos nossas vozes libertadas, Para glória dos povos Africanos, Marchemos combatentes Angolanos, Solidários com os povos oprimidos, 𝄆 Orgulhosos lutaremos pela Paz, Com as forças progressistas do mundo. 𝄇 Coro | 1 O Отечество, мы никогда не забудем Героев Четвертого февраля. O Отечество, тебя приветствуют твои сыновья, Которые погибли за нашу Независимость. Мы чтим прошлое и нашу историю Создавая новое мышление. Coro: Вперед, Ангола! Народная Революция! Единая Страна и Воля, Единый Народ, единая Нация! 2 Поднимем наши освобожденные голоса Во славу африканских народов. Мы должны идти, бойцы Анголы, В солидарности с угнетенными народами. Мы будем сражаться с гордостью за Мир, Вместе с прогрессивными силами мира. |